# Joseph Rummelspacher
Joseph Rummelspacher (* 23. November 1852 in Berlin; † 10. Dezember 1921 ebenda) war ein deutscher Landschaftsmaler.

## Leben
Rummelspacher war ein Sohn des Geheimen Kanzleirats, Geheimen Kanzleidirektors im Berliner Justizministerium und Hauptmanns a. D. Wilhelm Rummelspacher und ein Enkel des aus Breslau stammenden Gastwirts Joseph Kroll (1797–1848), des Gründers des Krollschen Etablissements in Berlin.
Er besuchte nach Absolvierung des Gymnasiums 1870 die Akademie der Künste in Berlin. Von 1871 bis 1873 war er Schüler von Theodor Hagen in der Großherzoglich-Sächsischen Kunstschule in Weimar. Hier hatte er Gelegenheit, sich der neuen realistischen Strömung anzuschließen, die als Weimarer Malerschule bekannt wurde und sich die Ideale der Schule von Barbizon zu eigen machte. Er arbeitete ab 1873 selbständig in Düsseldorf, wo Eugen Dücker ihn beeinflusst haben dürfte.
1875 ging er nach Berlin zurück, wo er offenbar zunächst bei seinen Eltern in Krolls Etablissement wohnte. 1879 hatte er eine eigene Wohnung am Luisenplatz 8. 1880 heiratete er Klara Wegener. Im gleichen Jahr mietete er ein Atelier in der Lützowstraße 7. In diesem Haus nahm er später auch eine Wohnung, die er bis zu seinem Tode behielt, während sich das Atelier zeitweise in der Anhaltstraße 11 befand. Er war Mitglied des Vereins Berliner Künstler.

## Werk

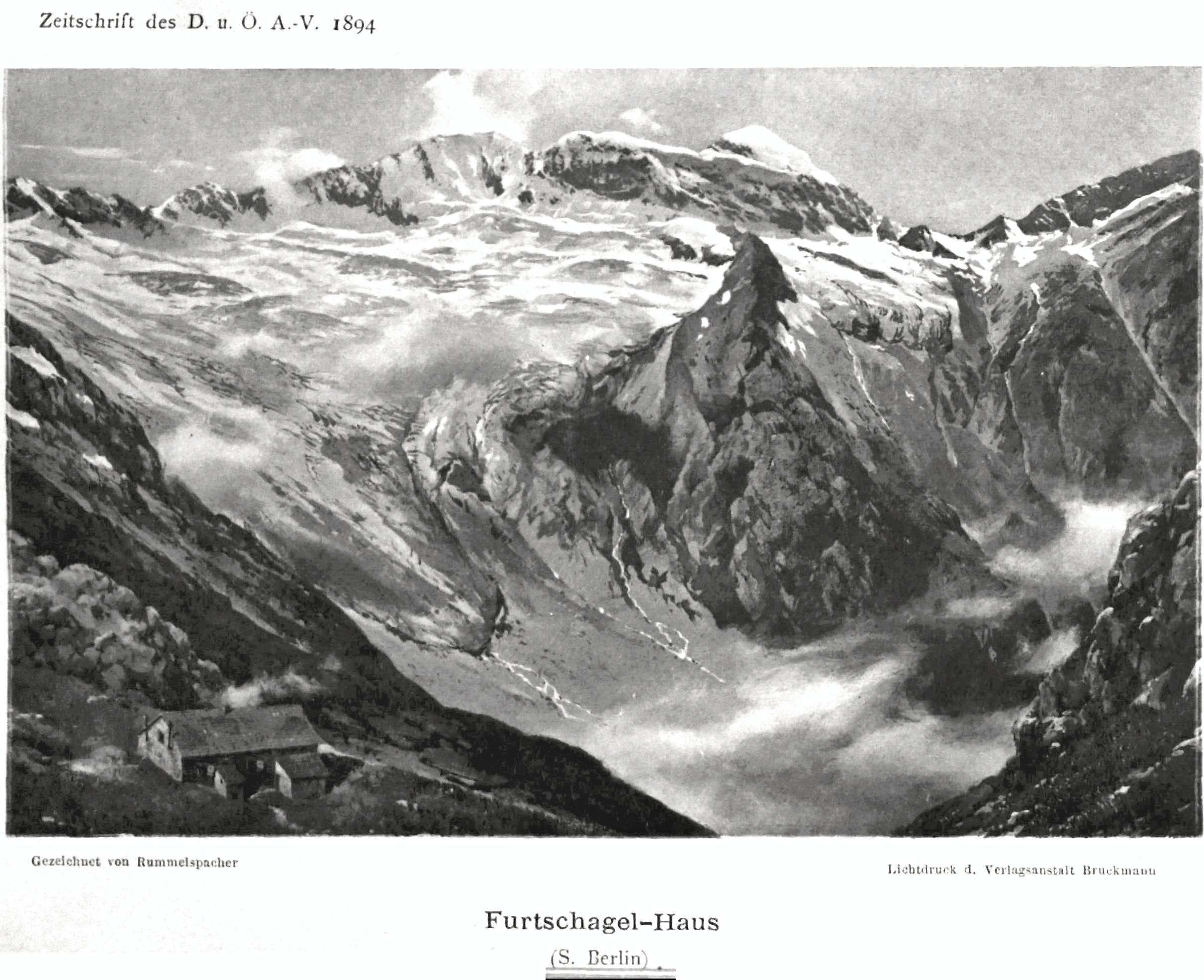
Furtschaglhaus um 1894

Rummelspachers Bilder behandelten anfangs Motive aus dem Schwarzwald, später aus der Mark Brandenburg (spätestens seit 1880) und Mecklenburg. Studienreisen führten ihn u. a. 1879 nach der Schweiz und Oberitalien, nach Korsika (1887 oder früher), 1887 (auch 1889 und 1890?) in das südliche Norwegen (Ogna, Sognefjord, Fjærlandsfjord), 1888 nach Spitzbergen und in den Harz, 1891 nach Südtirol und 1903 nach Oberbayern. Es sind auch Motive von Sylt und aus der Eifel von ihm bekannt. Als Tätigkeitsschwerpunkte gab der Maler im Wer ist’s? von 1905 selbst „Hochgebirgs-, Mark- und Heidemalerei“ an.
Er beschäftigte sich auch mit Panoramen. Für die Berliner Gewerbeausstellung 1896 leitete er die Anfertigung eines Panoramas, durch das er einem großen Publikum bekannt wurde. Für die Weltausstellung in Chicago 1893 malte er zwei Panoramen deutscher Weinlandschaften (Rheingau und Moseltal). Für die Weltausstellung in St. Louis 1904 hatte er die Leitung der Dioramen Die Deutschen und Tiroler Alpen. Er reiste in diesem Zusammenhang 1903 mit dem gerade in den Dienst gestellten Schnelldampfer Kaiser Wilhelm II. nach New York. Er schuf nach eigenen Angaben besonders Alpenpanoramen, die auch in Brüssel, Hamburg und Düsseldorf gezeigt wurden.
Gemälde schickte er u. a. auf Ausstellungen in Bremen, Berlin, Dresden, Kassel, München und Wien. Am häufigsten stellte er auf der Berliner Akademieausstellung aus (seit 1876). Manchmal gab er auch Gemälde in das Berliner Auktionshaus Rudolph Lepke.

## Rezeption
Das Biographische Künstlerlexikon schrieb 1882, seine Bilder zeugten „von gesundem Realismus und kräftigem Kolorit“ und versprächen „für die Zukunft viel“. Die Kunstchronik lobte im gleichen Jahr, dass sein Mondscheingemälde Hausbrand in einem Rhöndorf „ohne Effekthascherei“ auskäme, „wie man sie in diesem Falle oft bemerken kann.“ Um die Jahrhundertwende aber verfehlte er den Anschluss an die Sezession, so dass Paul Warncke in der Kunstchronik von 1900 seine Werke mit wenigen Ausnahmen pauschal als „trübsinnige Öldruckbilder“ abtun konnte.

## Nachkommen
Rummelspacher hatte drei Söhne:
- Wilhelm Rummelspacher
- Curt Rummelspacher (* 26. Mai 1885) wurde Architekt
- Josef Rummelspacher (1891–1979) lebte in der Wohnung in der Lützowstraße noch bis 1939 und malte neben seiner Tätigkeit als Bankbeamter ähnliche Motive wie sein Vater.